# Sierra maldita
Sierra maldita es una película española de 1954 dirigida por Antonio del Amo y protagonizada por Rubén Rojo, Lina Rosales y José Guardiola.

## Resumen
Puebla de Arriba es un pueblo de la sierra andaluza sobre el que recae una terrible maldición: todas las mujeres que nacen allí son estériles. Los varones del pueblo van a buscar novia a Puebla del Valle para poder procrear lo que provoca varios conflictos.

## Reparto
| - Rubén Rojo es Juan. - Lina Rosales es Cruz. - José Guardiola es Lucas. - José Sepúlveda - Manuel Zarzo es Emilio. - Miguel Gómez - José Latorre - Vicente Ávila - Mario Moreno - Agustín Rivero | - Tomás Torres - Rodolfo del Campo - Blanca Suárez - Julia Pachelo - María Dolores Albert - Sirio Rosado - Luis Moreno - Francisco Beiro - Mariquita Najar |

## Premios
Décima edición de las Medallas del Círculo de Escritores Cinematográficos
| Categoría                | Nominados                       | Resultado |
| ------------------------ | ------------------------------- | --------- |
| Mejor película           | Mejor película                  | Ganadora  |
| Mejor actor secundario   | José Guardiola                  | Ganador   |
| Mejor argumento original | Alfonso Paso José Luis Dibildos | Ganadores |

I Festival Internacional del Cine de San Sebastián
| Categoría          | Nominados      | Resultado |
| ------------------ | -------------- | --------- |
| Mejor película     | Mejor película | Ganadora  |
| Mención honorífica | José Guardiola | Ganador   |